# Ende der portugiesischen Herrschaft auf Timor

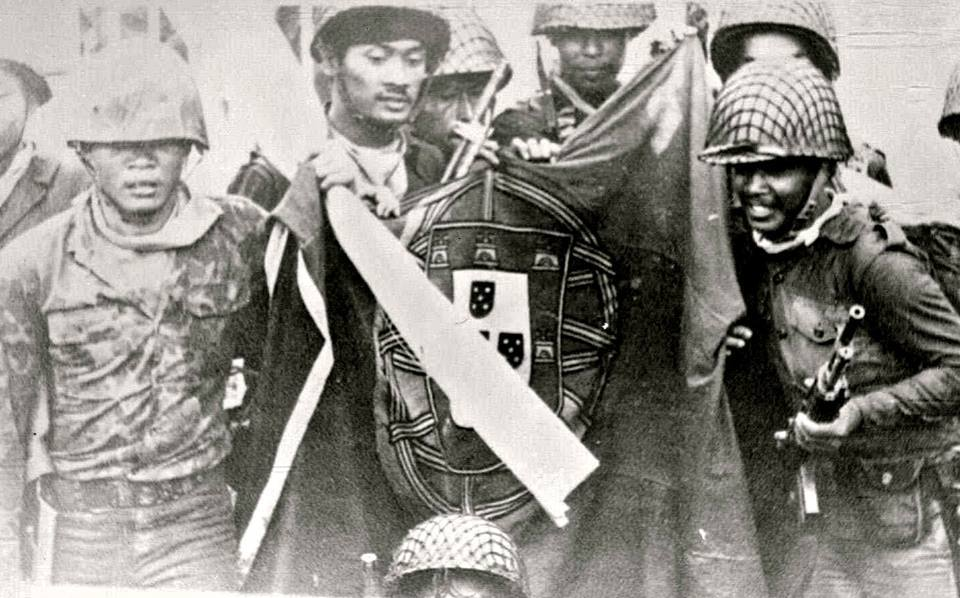
Indonesische Soldaten posieren im osttimoresischen Batugade mit einer erbeuteten portugiesischen Flagge, November 1975

Nach über 400 Jahren kam es 1975 zum Ende der portugiesischen Herrschaft auf Timor. Durch eine Destabilisierungskampagne von Indonesien brach in der Phase der Dekolonisation ein Bürgerkrieg aus, der die portugiesische Kolonialverwaltung zum Abzug zwang und Portugiesisch-Timor sich selbst überließ. Nachdem es sich als Osttimor am 28. November 1975 einseitig für unabhängig erklärt hatte, besetzte Indonesien neun Tage später den Nachbarn.

## Vorgeschichte

Portugiesische Zivilisten und Militärs in Dili, 1900

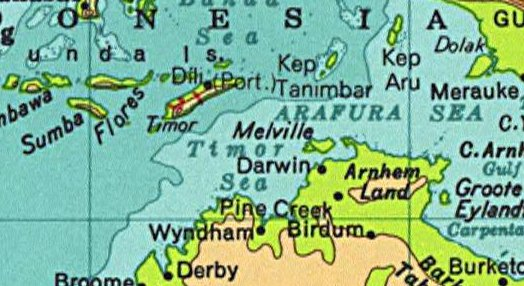
Landkarte Portugiesisch-Timors zwischen Indonesien und Australien

1515 landeten die Portugiesen, die an dem lukrativen Indienhandel teilhaben wollten, auf Timor. 1556 wurde von Dominikanern die erste europäische Siedlung gegründet. 1586 wurden große Teile der Insel zur portugiesischen Kolonie erklärt. Die finalen Grenzen wurden 1916 festgelegt. Im Oktober 1973 lebten dort neben etwa 600.000 Timoresen auch 21.000 Chinesischstämmige, 6.000 Europäer und Mestiços und 1.000 Arabischstämmige. Verglichen mit dem Kolonialkrieg in Afrika war für portugiesische Wehrpflichtige der Dienst in Portugiesisch-Timor deutlich angenehmer. Während Söhne von einfachen Landbewohnern und Arbeitern in Afrika kämpften, nahmen die Angehörigen der Mittelschicht und einflussreichen Familien teilweise sogar ihre Frauen und Kinder mit in das „tropische Paradies“.
Am 25. April 1974 beendete die Nelkenrevolution in Lissabon die portugiesische Diktatur. Kapitänleutnant José Luís Leiria Pinto, ab Oktober 1973 Kommandeur der Marine, Kapitän der Häfen der Kolonie und Chef des Serviços de Transportes Marítimos (STM) in Portugiesisch-Timor, war der erste Angehörige der Kolonialverwaltung, der offizielle Nachrichten über die Revolution erhielt. In der Funkstation der Marine, wo er Dienst tat, ging in den frühen Morgenstunden des 26. Aprils Ortszeit (Lissabon und die Kolonialhauptstadt Dili haben eine Zeitdifferenz von neun Stunden) eine entsprechende Nachricht ein. In Folge der Nelkenrevolution sollte das portugiesische Kolonialreich, das letzte bestehende mit größeren Territorien, aufgelöst und die Kolonien in die Unabhängigkeit entlassen werden.
In Portugiesisch-Timor arbeiteten in der Zeit vor der Nelkenrevolution nur wenige Kräfte für eine Unabhängigkeit von Portugal. Unter den portugiesischen Wehrpflichtigen waren auch Intellektuelle, die nicht gut auf die portugiesische Diktatur zu sprechen waren. Das Nachrichtenmagazin der Streitkräfte, die Revista do Comando Autonómo Provincial, wurde das Medium erster national-timoresischer Ideen, auch für einheimische Autoren. Nachdem die Kolonie 1972 zur autonomen Region Portugals umgewandelt worden war und die Einwohner eine eingeschränkte portugiesische Staatsbürgerschaft bekommen hatte, erhielten auch einige Timoresen aus der assimilierten städtischen Bevölkerung, Mestiços und Söhne der adligen Familien die Möglichkeit zu einem Studium an der Universität Lissabon. Die Sprösslinge der lokal herrschenden Familien wurden zu politischen Führern mit festen Werten ausgebildet, die Bildung, Nationalstolz und auch Gleichheit befürworteten. Diese Privilegierten trafen sich im Geheimen, um ihre Ideen zu Themen von Bildung, über Landwirtschaft, bis hin zu traditionellen Hochzeiten zu diskutieren. Im Januar 1970 begann eine Gruppe solch junger Osttimoresen, Pläne zur Unabhängigkeit der Kolonie zu schmieden. Aus der gut ausgebildeten jungen timoresischen Elite kamen nach der Nelkenrevolution die Gründer der ersten politischen Parteien. Die katholischen Zeitungen, wie etwa die SEARA, waren ebenfalls ein Sprachrohr für solche Ideen. Politisch waren die jungen Aktivisten jedoch unerfahren und daher trotz ihres Ehrgeizes sehr naiv.

## Ringen um die Zukunft der Kolonie

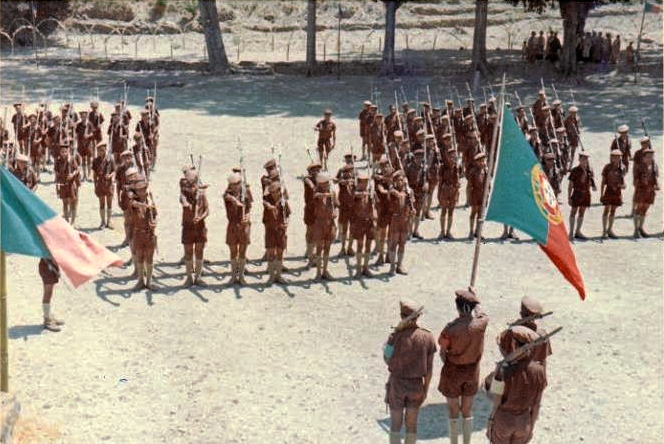
Fahneneid timoresischer Kolonialsoldaten in Marobo (1968)

Anders als in den afrikanischen Kolonien Portugals (in Portugiesisch-Guinea zum Beispiel verlor Gouverneur José Manuel Bettencourt Rodrigues sein Amt bereits am Tag nach der Revolution) wurde der bisherige Gouverneur Portugiesisch-Timors Fernando Alves Aldeia nicht sofort abgesetzt. Als er im Mai um Instruktionen zur neuen Kolonialpolitik bat, wurde er nur angewiesen, er solle nach den Prinzipien des Programmes der revolutionären Movimento das Forças Armadas (MFA) handeln, unter Berücksichtigung der lokalen Bedingungen, um eine Verschlechterung der Beziehungen zu Indonesien zu vermeiden. Am 13. Mai gründete Aldeia die Kommission zur Selbstbestimmung Timors. Ende des Monats wurde der Befehlshaber des lokalen Oberkommandos Major Arnão Metello zum offiziellen Vertreter der MFA ernannt. Erst am 15. Juli 1974 übergab Aldeia die Amtsgeschäfte an Oberstleutnant Níveo Herdade, der nun die Verwaltung als stellvertretender Gouverneur (Governador delegado) leitete. Herdade war in Portugiesisch-Guinea ein enger Mitarbeiter von General António de Spínola gewesen, der die portugiesische Übergangsregierung führte. Herdade hatte in Portugiesisch-Timor Spinolas Politik der sozialen Integration aus Guinea eingeführt.
Mehrere Parteien wurden gegründet und Vorbereitungen zu Wahlen durchgeführt. Während die linksgerichtete Associação Social Democrática Timorense (ASDT) die völlige Unabhängigkeit Osttimors anstrebte, präferierte die União Democrática Timorense (UDT) eine enge Bindung zur Kolonialmacht „im Schatten der portugiesischen Flagge“. Zunächst nur mit innerer Autonomie, ab dem 1. August 1974, unter Berücksichtigung des wachsenden timoresischen Nationalismus, in einer zeitweiligen Föderation mit Portugal, womit man mit der in Portugal vorherrschenden Meinung übereinstimmte. Im Gegensatz zu den afrikanischen Kolonien, die man als verloren akzeptieren musste, glaubte man im Mutterland bei Portugiesisch-Timor nicht an die Überlebensfähigkeit als unabhängiger Staat und sah eine Föderation mit Portugal als realistische Möglichkeit. Die APODETI strebte den Anschluss an den Nachbarn Indonesien an. Finanziert wurde die APODETI von Jakarta aus, doch fand sie nur wenig Unterstützung in der Bevölkerung und vertrat in der Kolonie klar nur eine Minderheit. Daneben gab es einige weitere kleine Parteien. Die Mehrheit der Osttimoresen wollten zumindest eine symbolische Verbindung zu Portugal behalten, was sich auch bei einem Besuch von António de Almeida Santos, des portugiesischen Ministers für Koordination interterritorialer Angelegenheiten, im Oktober 1974 in Dili zeigte. 10.000 Menschen begrüßten ihn jubelnd und salutierten vor der Flagge Portugals. Dieser Enthusiasmus spiegelte sich nur wenig in der Politik Portugals, das sich möglichst schnell aus seinen Kolonien zurückziehen wollte. Man fürchtete die aufkommenden Probleme.
Von Spinola hatte Herdade den Auftrag erhalten, Portugiesisch-Timor in eine Föderation mit Portugal zu führen. Herdade stand damit den Vorstellungen der Partei UDT nahe. Die ASDT war für Herdade eine Rebellenbewegung, die es zu neutralisieren galt. Politische Führer wurden verhaftet und vor Gericht gestellt. Doch auch die UDT war mit Herdade nicht zufrieden. Sie kritisierte die „undemokratische Ernennung“ Herdades, die ohne Absprache mit den lokalen Parteien stattgefunden hatte. Im dauernden Konflikt stand Herdade auch mit Major Metello. Etwa 25 Offiziere opponierten gegen den diensthabenden Gouverneur. Bei einem Besuch des indonesischen Atambua in Westtimor im September, bei dem er auf El Tari, den Gouverneur der indonesischen Provinz Nusa Tenggara Timur traf, betonte Herdade das Selbstbestimmungsrecht der Osttimoresen über ihre Zukunft.
Am 18. November 1974 traf Oberst Mário Lemos Pires in Dili ein, der der letzte Gouverneur Portugiesisch-Timors sein sollte. Vor seiner Abreise hatte er Portugals Präsident Francisco da Costa Gomes gefragt, ob man beabsichtige, die Kolonie Indonesien zu überlassen. Gomes verneinte dies, erklärte aber, dass Indonesien natürlich Teil der Realität sei. Pires erwartete nach eigenen Aussagen schon vor dem Beginn seiner Mission nicht, dass er viel Unterstützung aus Portugal erwarten könne. Später sah er sich in dieser Einschätzung bestätigt. Immerhin verlief die Kommunikation mit Portugal nur noch über ihn. Zuvor war die Verantwortung zwischen Herdade und Metello geteilt.
Pires schlug den drei großen Parteien vor, eine Koalition zu bilden, was von UDT und der FRETILIN (der bisherigen ASDT) aufgegriffen wurde, während die APODETI es ablehnte. Am 21. Januar 1975 wurde die Koalition geschlossen und Mitte März bildeten UDT und FRETILIN mit der portugiesischen Kolonialverwaltung eine gemeinsame Übergangsregierung für Osttimor, die bis zur Wahl einer verfassunggebenden Versammlung drei Jahre im Amt bleiben sollte. Am 14. März unterrichtete der portugiesische Botschafter in Jakarta sein Außenministerium, dass der indonesische Präsident Suharto vom Militär unter Druck gesetzt werde, die militärische Invasion Timors zu „autorisieren“. Im März 1975 lud die portugiesische Administration eine australische Delegation nach Timor ein. Zu ihr gehörten Parlamentarier, Studenten, Gewerkschaftler und Vertreter der Aborigines. Zu den Politikern gehörten Ken Fry und John Kerin vom Repräsentantenhaus und Gordon McIntosh, Richie Gunn, Neville Bonner und Arthur Gietzelt vom Senat. Bonner, der erste Aborigine, der in das australische Parlament einzog, war Mitglied der Liberal Party, die anderen alle von der Australian Labor Party. Dazu kamen die Gewerkschaftler Keith Wilson und Jim Roulston, John Birch vom Australian Council for Overseas Aid, der Aborigines-Vertreter Bill Williams und von der Australian Union of Students Jill Jolliffe und Tim Rowse. Der Journalist Mark Aarons von ABC begleitete die Delegation. Die Mitgliedschaft von Aarons und Rowse bei der Communist Party of Australia (CPA) führte dazu, dass die spätere australische Unterstützungsbewegung für Osttimor vom ASIO, dem australischen Geheimdienst beobachtet wurde.

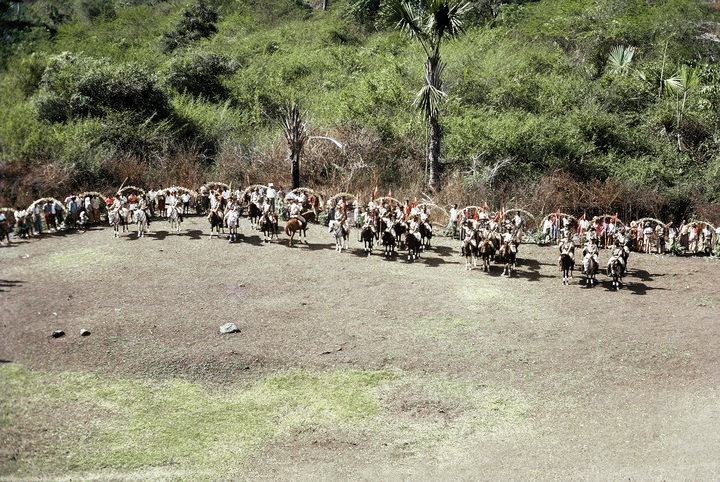
Die portugiesische 6. Kavallerieschwadron in Bobonaro (1970)

Pires sah sich mit mehreren akuten Problemen konfrontiert. Das Militär war demoralisiert. Während die meisten Portugiesen sich darauf einrichteten, in das Mutterland zurückzukehren, schlossen sich timoresische Militärangehörige offen den verschiedenen Parteien an, was zur Spaltung der Streitkräfte und zunehmend fehlender Kontrolle durch den Gouverneur führte. 1974 verfügte Portugal noch über 2500 Soldaten in der Kolonie. Die Truppen bestanden aus drei Kompanien aus dem Mutterland, sechs timoresischen Infanteriekompanien (caçadores de guarnição), zwei Kavallerieschwadronen in Bobonaro und in Atabae und einem Ausbildungszentrum in Aileu. Zusätzlich gab es 52 Kompanien der „zweiten Linie“ (second line), timoresische Hilfstruppen mit antiquierten Waffen und 70 Polizisten mit zehn Prozent portugiesischem Personal. Im Januar 1975 entschied man in Lissabon, dass die Streitkräfte auf Timor neu strukturiert werden sollten. Ziel war eine „Timorisierung“, man übersah aber den Bedarf an qualifizierten Offizieren aus Portugal für die Kommandostruktur und Ausbildung. Die drei portugiesischen Kompanien wurden Anfang des Jahres abgezogen. Die beiden Kavallerieschwadrone wurden aufgelöst und nur eine kleine Kavallerieeinheit in Bobonaro stationiert, die noch einige lokale Ableger hatte. Die timoresische Kompanie aus Ermera wurde nach Maubisse verlegt. Das Ergebnis war, dass man praktisch die Kontrolle über die Grenze zu Indonesien und die Verteidigungsfähigkeit gegen Angriffe von außen aufgab. Gouverneur Pires Beschwerden wurden zurückgewiesen. Er erhielt nur zwei Elitekompanien von Fallschirmjägern zum Schutz der Kolonialverwaltung. Das angeforderte Kriegsschiff wurde abgelehnt. Man wolle Indonesien nicht provozieren. Anfang August 1975 waren somit nur noch 200 portugiesische Soldaten in der Kolonie stationiert, davon nur 70 Fallschirmjäger, die zur Kampftruppe gehörten.
Politisch gespalten war auch die Administration. Pires musste eine funktionierende Staatsverwaltung ohne portugiesische Angehörige aufbauen, um es den Timoresen zu ermöglichen, sich später selbst zu verwalten. Dazu wurde eiligst eine Bildungsreform durchgeführt. Trotz Anfrage an das Mutterland kamen für Pires von dort keinerlei Richtlinien, Vorgaben oder Hilfen. Die im April 1975 gegründete Kommission zur Entkolonisierung Timors (portugiesisch Comissão de Descolonização de Timor CDT) konnte die Differenzen zwischen den Parteien nicht mehr überwinden. FRETILIN und UDT verweigerten eine Zusammenarbeit mit der APODETI und die APODETI lehnte es ab, eine Unabhängigkeit Osttimors als Option anzusehen.
Da sich im Frühjahr 1975 immer mehr eine Mehrheit für die FRETILIN in der Bevölkerung abzeichnete, entstand in der UDT immer mehr Unruhe. Mit der Operation Komodo schürte der indonesische Militärgeheimdienst Bakin bei UDT-Mitgliedern die Angst vor kommunistischen Elementen in der FRETILIN. Am 27. Mai 1975 verließ die UDT die Koalition.
In Indonesien, Australien und den Vereinigten Staaten fand die Idee eines unabhängigen Staates Osttimor wenig Gegenliebe. Während für Indonesien ein unabhängiger Kleinstaat im Malaiischen Archipel als Vorbild eigener abtrünniger Provinzen ein Schreckgespenst war, befürchtete man in den USA und Australien wegen teils linksextremer Kräfte in der FRETILIN in Südostasien ein zweites Kuba. Gerade in der Endphase des Vietnamkrieges fühlte sich der Westen durch die Ausbreitung des Kommunismus in Südostasien massiv bedroht. So ließen Australien und die USA Indonesien im Geheimen freie Hand bei seinem Plan der Annexion Osttimors. Die indonesischen Bestrebungen zur „Integration“ Portugiesisch-Timors in sein Staatsgebiet und das australische Wohlwollen dazu waren der portugiesischen Regierung zu diesem Zeitpunkt bereits voll bewusst. Die Vereinten Nationen waren mehr mit der Situation in den afrikanischen Kolonien Portugals beschäftigt, so dass selbst die späteren Ereignisse kaum zu Reaktionen der Weltorganisation führten.
Am 6. Juni 1975 besetzten als UDT-Kämpfer getarnte indonesische Truppen die Enklave Oe-Cusse Ambeno. Vom 26. bis zum 28. Juni führte Minister António de Almeida Santos Gespräche mit UDT- und APODETI-Vertretern sowie indonesischen Diplomaten in Macau. Die FRETILIN boykottierte das Treffen wegen der Teilnahme von Indonesien und der APODETI. Man sah in der Konferenz einen portugiesischen Versuch, Osttimor an Indonesien zu übergeben. Indonesien war mit dieser Konferenz von Portugal endgültig als teilnehmende Partei in der Osttimorfrage anerkannt worden. Ergebnis der Konferenz war das Dekret 7/75 vom 17. Juli. In ihm wurden die Struktur einer provisorischen Regierung, unter Beteiligung aller Parteien, und ein Zeitplan für die Wahl einer verfassunggebenden Versammlung im Oktober 1976 festgelegt. Die Übergangsregierung sollte aus gewählten Vertretern und ernannten Portugiesen bestehen. Dazu sollte es einen beratenden Regierungsrat und auf Distriktsebene lokale Räte geben. Die portugiesische Herrschaft sollte 1978 endgültig enden. Damit war zwar eine gesetzliche Basis geschaffen, die eine direkte Überführung Portugiesisch-Timors von Portugal zu Indonesien verhinderte. Das Dekret legte aber nur ein Recht auf Selbstbestimmung fest, nicht die Unabhängigkeit Osttimors.

## Putsch der UDT

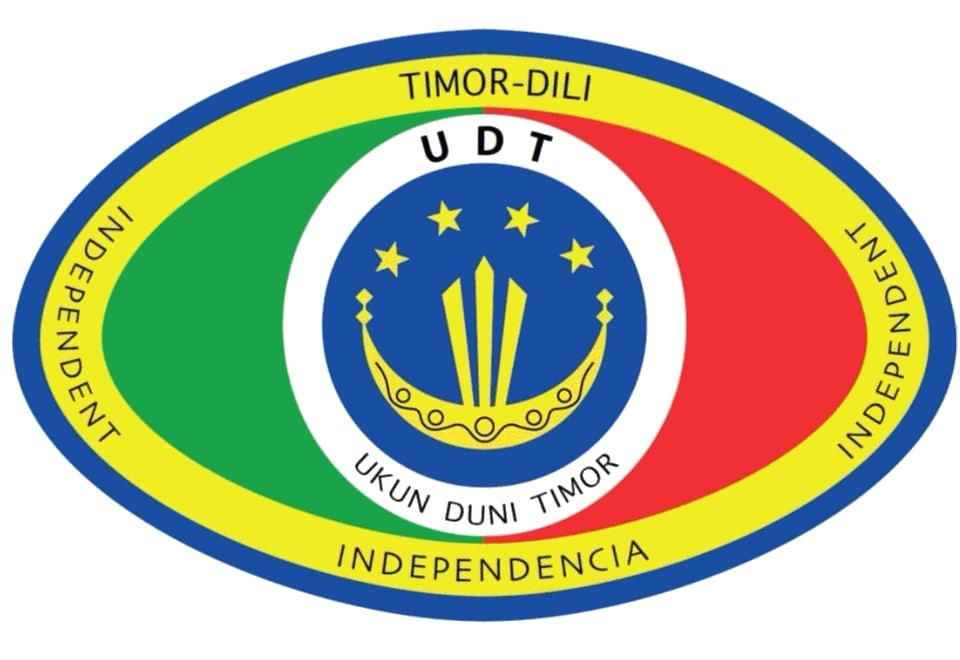
Logo der UDT

Am 11. August 1975 versuchte die UDT mit 200 Bewaffneten die Machtübernahme. Indonesien hatte der Partei gedroht, selbst mit der kommunistischen Bedrohung durch die FRETILIN aufzuräumen, sollte die UDT diese nicht beseitigen. FRETILIN-Anhänger wurden verhaftet oder ermordet. Die UDT-Kämpfer besetzten in Dili den See-Hafen von Dili und den Flughafen, den staatlichen Rundfunksender, Rádio Marconi, das Telefonamt, das zentrale Kraftwerk und das Wasserreservoir. Nur die Funkstation der Marine blieb in der Hand der Kolonialregierung. Gouverneur Pires befand sich zu diesem Zeitpunkt in Lospalos im Osten der Kolonie. Er unternahm nichts gegen die Putschisten. Zwar hatte Pires eigentlich noch 1700 Soldaten unter seinem Befehl, doch die timoresischen und auch einige portugiesische Soldaten desertierten im Laufe der Zeit und schlossen sich den verschiedenen Seiten an. Beide, FRETILIN und UDT, warben aktiv um die Kolonialsoldaten. Pires sah sich nicht mehr im Stande, die Kontrolle zurückzugewinnen. Mangels weiterer Verstärkung aus Portugal konnte er sich nur auf die Fallschirmjäger stützen, die am 7. April 1975 in der Kolonie eingetroffen waren. Pires standen außerdem die Boote des STM Loes (das Boot lag defekt zur Reparatur im Hafen), Comoro, Lifau und Laga sowie das Marinedienstboot Tibar zur Verfügung, die ehemalige NRP Albufeira (P1157). Die Tibar war von der Marine 1973 dem Comando da Defesa Marítima de Timor überstellt worden.
Am 13. August bildete die UDT mit Sympathisanten aus der portugiesischen Kolonialarmee die Bewegung zur Einheit und Unabhängigkeit von Timor-Dili (portugiesisch Movimento para Unidade e Independência de Timor-Dili MUITD). Sie plante die Auflösung aller pro-Unabhängigkeitsparteien und die Integration ihrer Mitglieder in die MUITD. In den ersten Tagen nach dem Putsch konnte die UDT den Polizeichef Rui Alberto Maggiolo Gouveia und verschiedene Einheiten des Militärs wie die Kompanien in Baucau und Lospalos für sich gewinnen. Am 16. August rief die UDT zur Vertreibung aller Kommunisten aus dem Territorium auf, auch „jener im Büro des portugiesischen Gouverneurs“. Sie forderte die Aufhebung des Dekrets 7/75, mit welcher der Zeitplan für die Entlassung Portugiesisch-Timors in die Unabhängigkeit bis 1978 festgelegt worden war, und die Wiederaufnahme von Verhandlungen über die Unabhängigkeit der Kolonie. Am 17. August wurden Major Mota, Chef des Büros für politische Angelegenheiten, und Major Jónatas nach Lissabon zurückgeschickt. Die beiden Vertreter der MFA wurden beschuldigt, der kommunistische Flügel in der Kolonialregierung zu sein.
Der FRETILIN gelang es in wenigen Tagen, die Mehrheit der Bevölkerung zu mobilisieren, die von dem Putsch geschockt war. Die meisten Timoresen, die Dienst in der portugiesischen Armee verrichteten, desertierten und schlossen sich der am 20. August gegründeten Forças Armadas de Libertação Nacional de Timor-Leste (FALINTIL) an, dem militärischen Arm der FRETILIN. Schließlich standen etwa 1.500 UDT-Anhänger 2.000 Kämpfern der FRETILIN gegenüber. Am 20. August besetzte die FRETILIN das portugiesische Militärhauptquartier in Taibesi und nahm die portugiesischen Soldaten gefangen, darunter auch den stellvertretende Oberbefehlshaber der Truppen auf Timor.
In Dili kam es zu Straßenkämpfen zwischen UDT und FRETILIN. Vermittlungsversuche von Gouverneur Pires scheiterten, da er keine Sicherheitsgarantien bieten konnte. Er war nur noch auf eine neutrale Zone in Farol beschränkt, wo sich ab dem 18. August die portugiesische Zivilbevölkerung versammelte.

## Evakuierung der Portugiesen

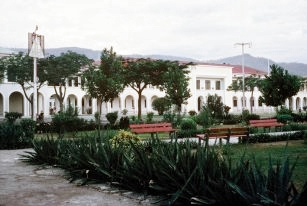
Der Amtssitz des Gouverneurs
(um 1970)

Der niederländische Frachter MV MacDili unter dem Kommando von Fred Dagger war gerade erst von einem chinesischen Geschäftsmann angeworben worden, um die Route Macau–Dili (daher der Name) zu bedienen. Doch kaum das erste Mal in Dili angekommen, wurde die MacDili mit Hilfe der Regierung von Macau gechartert und zur Evakuierung der Zivilisten und des Militärs benutzt. Bereits am 12. August lief der Frachter mit 272 Menschen an Bord aus Dili aus. 249 von ihnen waren Mitglieder der Kolonialverwaltung oder der portugiesischen Streitkräfte, des Weiteren chinesische Familien und Touristen. Am 15. August erreichte das Schiff das australische Darwin. Die norwegische SS Lloyd Bakke befand sich vor der Küste Osttimors, als sie einen Notruf von Gouverneur Pires erhielt. Gechartert von der Regierung von Macau wurden ab dem 23. August auf ihr Flüchtlinge eingeschifft. Je nach Angaben brachte die SS Lloyd Bakke zwischen 1115 und 1170 Menschen nach Darwin. Diesmal vor allem Timoresen, aber auch Portugiesen und Chinesen.
Am 13. August erlaubte die UDT der Kolonialregierung, wieder die Kontrolle über den Seehafen und die Rundfunkstation zu übernehmen, nicht aber über den Flughafen und das Rádio Marconi. Trotzdem brachten die portugiesischen Fallschirmjäger in einer Kommandoaktion und unter Bedrohung von UDT-Kämpfern die beiden Hubschrauber der Luftwaffe unter ihre Kontrolle und brachten sie in Sicherheit. Am 15. August wurde begonnen, die Musi zu entladen, um sie ebenfalls zur Evakuierung zu nutzen. Das ehemalige KPM-Schiff einer Singapurer Firma hatte eine Kapazität von 1000 BRT.
Am 26. August gab Gouverneur Pires gegen 13 Uhr bekannt, dass er, sobald die letzten portugiesischen Zivilisten auf die MacDili gebracht worden seien, die Kolonialregierung und -verwaltung auf die Dili vorgelagerte Insel Atauro bringen wolle. Grund dafür war ein Telegramm aus Lissabon, das Pires vor der Gefahr einer Geiselnahme warnte und zur Flucht auf die sichere Insel riet. Nachmittags schlugen zwei Mörsergranaten im Hafen ein. Es gab Tote und Verletzte. Unter den Verletzten waren zwei portugiesische Fallschirmjäger. Daraufhin besetzten die Fallschirmjäger eigenmächtig das von der FRETILIN eroberte Hauptquartier der Armee und das UDT-Lager und drohten mit Strafmaßnahmen, sollten die Kämpfe nicht eingestellt werden. Tatsächlich folgten die Konfliktparteien in der Stadt der Anweisung und es kehrte Stille ein. In der Dämmerung wurde die Waffenruhe nur einmal gebrochen. Die Tibar wurde von leichten Waffen getroffen und der Motor begann zu brennen. Die zwei Besatzungsmitglieder an Bord wurden von der Laleia gerettet. Um 20:15 Uhr sendete die Funkstation der Marine ihren letzten Bericht an ihr Gegenstück in Macau. Die Flagge Portugals wurde eingeholt und um 20:45 Uhr verließ Kapitänleutnant Leiria Pinto mit seinen Männern die Station, um zum Hafen zu gehen, nachdem sie den Sender abgeschaltet und drei Röhren aus dem Gerät entfernt hatten, um es unbrauchbar zu machen.
Etwa 700 Menschen hatten sich am Strand versammelt und warteten darauf, mit den kleinen Booten zur MacDili gefahren zu werden, die zur Sicherheit vor der Küste ankerte. Unter den Wartenden waren auch Mitglieder der chinesischen Gemeinde. Etwa 500 Personen konnte man auf dem Frachter unterbringen. Um 21:40 Uhr verließen Laleia, Lifau und Comoro den Hafen. Um 3:30 Uhr am Morgen des 27. August verließ die MacDili die Bucht von Dili; im Schlepp das defekte Landungsboot Loes, unter dem Kommando von Frederico Almeida Santos da Costa und mit Gouverneur Pires sowie den letzten Mitgliedern der Kolonialverwaltung an Bord. Die Mannschaft der Funkstation verließ zur selben Zeit an Bord des Schleppers Lifau die Hauptstadt. Zurück blieb unter anderen der Soldat Fernando Cavaterra, der an dem Abend dienstfrei gehabt hatte und so den Abzugsbefehl verpasste. Er sollte erst 1999 nach Portugal zurückkehren. An diesem Tag übernahm die FRETILIN die Kontrolle über Dili.

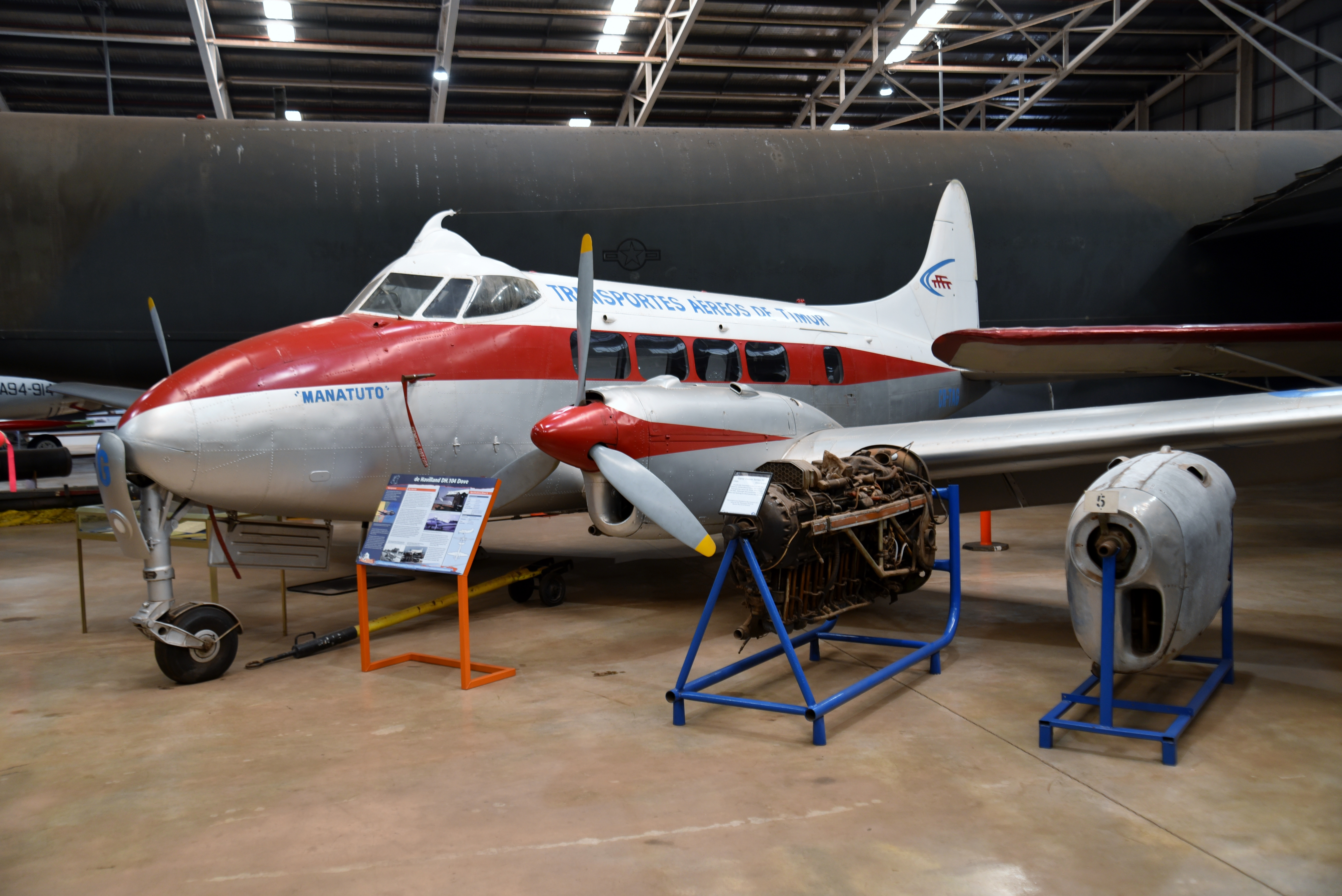
Die „Manatuto“ CR-TAG der Transportes Aéreos de Timor war eines der Flugzeuge, mit der Flüchtlinge von Timor nach Darwin kamen. Heute steht sie dort im Aviation Heritage Museum.

Während der Überfahrt versuchte die indonesische Marine, die Marine-Funkstation in Dili zu kontaktieren. Kapitänleutnant Leiria Pinto teilte den Indonesiern von Bord der Lifau aus mit, dass die Marinestation „vorübergehend geschlossen“ sei. Die Indonesier antworteten, man sei dazu bereit, den portugiesischen Gouverneur und die Administration aus Dili zu evakuieren und an einen sicheren Ort zu bringen, doch die Portugiesen wiesen das Angebot ab. Der Gouverneur sei an Bord eines portugiesischen Schiffes und werde auf die Insel Atauro übersetzen. Das inzwischen gesichtete indonesische Kriegsschiff blieb in internationalen Gewässern. Nach zwei Stunden Fahrt erreichte man die Küste von Atauro bei Vila Maumeta, musste aber bis zur Ebbe um 14:30 Uhr warten, um die Schiffe verlassen zu können. Nur der Gouverneur, der Oberkommandierende der Streitkräfte und der Marinekommandant fuhren mit dem Landungsboot Comoro voraus und landeten um 13:00 Uhr an. Die Loes wurde am Strand der Insel aufgegeben.
Die MacDili fuhr mit den Flüchtlingen an Bord nach Darwin. Für die australische Stadt war es eine Belastung, da erst acht Monate zuvor Darwin vom Zyklon Tracy zerstört worden war. Insgesamt wird von 2581 Flüchtlingen in Darwin berichtet. 1647 davon waren auf Timor geboren, die meisten Mestiços oder Timoresen, aber auch 672 Timor-Chinesen. Flüchtlinge kamen auch aus Baucau mit vier Flugzeugen nach Darwin.

## Exil auf Atauro

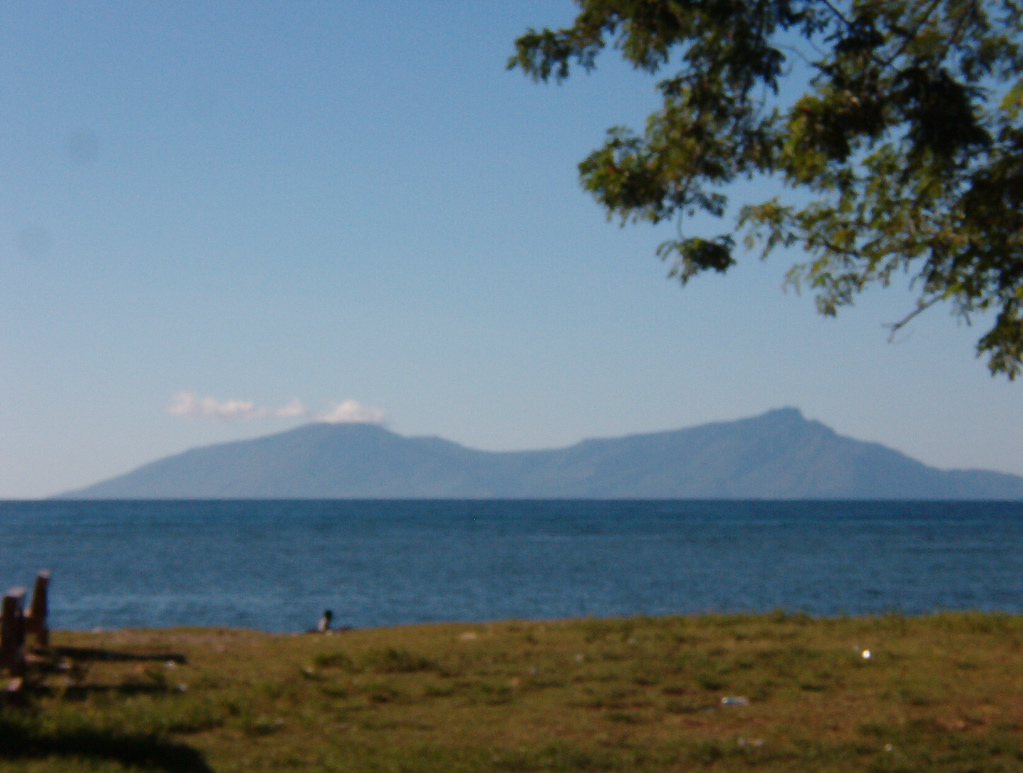
Atauro von Dili aus gesehen

Atauro wurde zum neuen Hauptquartier von Gouverneur Pires. Von der Insel aus versuchte er erfolglos, zwischen den Konfliktparteien zu vermitteln. Von der FRETILIN wurde Pires gedrängt, zurückzukehren und die Entkolonialisierung voranzutreiben, aber er bestand darauf, auf Anweisungen aus Lissabon zu warten. Pires wollte auf diese Weise einen Guerillakrieg gegen die portugiesische Regierung in Osttimor vermeiden. Anweisungen aus dem Mutterland blieben aber aus.
Pires verfügte nun nur noch über 12 Soldaten des Heeres, 27 Seeleute und 64 Fallschirmjäger. Es fehlte an der Infrastruktur, um die Verwaltung wirksam aufbauen zu können. Der Marinekommandant vermerkte, dass das Personal schlecht untergebracht und das Essen sehr schlecht gewesen sei. Zudem gelang es zunächst nicht, eine Funkverbindung mit der Außenwelt einzurichten.
Am 28. August erreichte Minister António de Almeida Santos Atauro. Versuche, mit der UDT Kontakt aufzunehmen, scheiterten, da sich ihre Führer bereits auf der Flucht befanden. Mit der FRETILIN konnte man sich immerhin auf die Freilassung portugiesischer Gefangener einigen, jedoch sprach sich der Minister gegenüber Lissabon dagegen aus, die FRETILIN als einzigen Vertreter der Osttimoresen anzuerkennen. Am selben Tag wurde die Comoro nach Timor ausgeschickt, um Portugiesen aus den westlichen Teilen der Kolonie zu evakuieren. In Oecusse konnte man einige Militärangehörige und Zivilisten retten. In Batugade wehte die Flagge der UDT am Fort. Das Boot wurde am Ufer von Bewaffneten empfangen, die ihre Waffen auf die Comoro richteten. Europäer, die evakuiert werden wollten, waren nicht zu sehen, woraufhin das Boot ohne anzulanden weiterfuhr. Am 30. August kehrte man zurück nach Atauro.
Pires sah sich am 29. August dazu gezwungen, Treibstoff für die Boote und Nahrungsmittel aus Kupang in Westtimor zu holen. Die Tibar und die Lifau blieben unter dem Kommando von Leiria Pinto vom 30. August bis zum 4. September in der indonesischen Hafenstadt. Vor seiner Abreise überbrachte der Kapitänleutnant einen privaten Brief von Lemos Pires an seinen Amtskollegen, Oberst El Tari. Bei dem Treffen äußerte Tari seine Besorgnis über die Situation in Dili und sein Befremden über Portugal, dass man Indonesien nicht erlaube, den Konflikt zu befrieden. Weiteres Konfliktpotential lieferte die indonesische Gefangennahme von 23 portugiesischen Offizieren und drei Zivilisten. Die indonesische Armee hatte ihnen im August den Grenzübertritt genehmigt, sie dann aber in Camps interniert. Portugal verweigerte ohne Freilassung der Geiseln jedes Entgegenkommen. Während die Zivilisten relativ bald freikamen, blieben die Militärangehörigen bis nach der Verkündung der offiziellen Annexion Osttimors durch Indonesien am 17. Juli 1976 in Gefangenschaft.
Auf der aus Darwin zurückgekehrten MacDili wurde ein Marinefernmelder stationiert, der Kontakt mit der australischen Stadt hielt, während ein Funkgerät auf Atauro für die Verbindung mit dem Frachter sorgte. Am 8. September sollte die Laleia die 25 portugiesischen Soldaten, wie vereinbart, aus Dili abholen, die von der FRETILIN als Gefangene festgehalten worden waren. In Dili war die Stimmung der FRETILIN-Kämpfer, die inzwischen den Hafen kontrollierten, gegenüber den Portugiesen feindselig und gereizt. Schließlich konnte vereinbart werden, dass mit Hilfe des Internationalen Roten Kreuzes die portugiesischen Gefangenen dem portugiesischen Konsul in Darwin übergeben werden sollten, von wo sie nach Lissabon zurückkehren konnten. Auf dem Rückweg bemerkte die Laleia einen indonesischen Zerstörer in den Gewässern zwischen Atauro und Dili.
Als sich die Niederlage der UDT im Bürgerkrieg abzeichnete, flohen 10.000 bis 20.000 Menschen in das indonesische Westtimor, wo sie sich unter der Kontrolle des indonesischen Militärs wiederfanden. Insgesamt starben in den Kämpfen 1.500 bis 3.000 Menschen. Zwei Gruppen in Maliana und Suai verfassten Proklamationen, in denen sie die Integration der Kolonie in Indonesien forderten und auch die geflohenen Führer von UDT und kleineren Parteien verfassten in Batugade eine Petition, die Indonesien dazu aufrief. Der UDT-Führer Mário Viegas Carrascalão erklärte später, dass die Unterschrift auf Druck der Indonesier, teils mit Waffengewalt erzwungen worden war.
Die FRETILIN sorgte nach der de-facto-Machtübernahme durch die große Unterstützung in der Bevölkerung schnell wieder für Ruhe und Ordnung. Auch die Lebensmittelversorgung der Bevölkerung war gesichert. Ehemalige UDT-Anhänger, die geblieben waren, arbeiteten nun mit der FRETILIN zusammen. Die Partei musste aber auch die Verantwortung für die zahlreichen Gefangenen aus dem Bürgerkrieg tragen und hatte dabei Schwierigkeiten, ihre eigenen Kader von Misshandlungen abzuhalten. Die FRETILIN erkannte offiziell die portugiesische Souveränität über die Kolonie an. So wehte noch immer die Flagge Portugals beim Regierungssitz und das Büro des Gouverneurs blieb unbenutzt. Dessen Administration existierte aber nur noch auf Atauro. Mehrmals betonte die FRETILIN die Autorität Portugals über die Kolonie und rief zu Verhandlungen zur Weiterführung der Dekolonisierung auf. Indonesien begann zwischenzeitlich mit Einfällen in das Grenzgebiet und ab Oktober mit der Besetzung von Grenzorten. Am 16. September wiederholte die FRETILIN ihren Aufruf zu Verhandlungen mit Portugal. Außerdem sollte eine Konferenz mit Portugal, Osttimor, Indonesien und Australien „Gerüchte und Missverständnisse beseitigen“.
Minister António de Almeida Santos verließ Atauro am 22. September wieder. Er sprach sich für Verhandlungen mit allen drei osttimoresischen Parteien aus, doch zu Vierer-Gesprächen war die FRETILIN nicht mehr bereit, da sie bereits die Kolonie kontrollierte. Die FRETILIN wollte nur mit Portugal verhandeln und Indonesien ließ die zu ihnen geflohenen UDT- und APODETI-Führer nicht zu Verhandlungen mit Portugal. Pires begleitete den Minister nach Lissabon und versuchte nochmals, die portugiesische Regierung zum Eingreifen zu bewegen, doch nach neun Tagen kehrte er erfolglos nach Atauro zurück. Erst nach der Ankunft der Korvette Afonso Cerqueira am 6. Oktober konnte man wieder direkt mit Lissabon kommunizieren. Es war die erste militärische Unterstützung aus Portugal nach zwei Monaten. Australien sabotierte bereits zu diesem Zeitpunkt portugiesische Aktionen, um Indonesien in seinen Ambitionen betreffs Osttimors zu unterstützen. Der Korvette hatte man die Erlaubnis verweigert, in Darwin Treibstoff zu bunkern. Begründet wurde dies mit eigenen Marineübungen, welche die Nutzung des Hafens verhinderten. Portugals Außenminister Ernesto Melo Antunes bestellte daher den australischen Botschafter in Lissabon in das Außenministerium ein.
Am 11. Oktober verließ die MacDili Atauro in Richtung Macau, mit der Lifau und der Tibar im Schlepp. Der letzte Versuch der FRETILIN, Portugal zu Verhandlungen zu bewegen, fand am 25. Oktober statt. Man forderte die Portugiesen auf Atauro auf, eine Delegation zu entsenden, welche die Lage vor Ort beobachten sollte. Neun Tage zuvor war der Grenzort Balibo von den Indonesiern eingenommen worden. Von Portugal kam keinerlei Reaktion auf die Einladung der FRETILIN.

## Das Ende
Am 1. und 2. November trafen sich die Außenminister Indonesiens und Portugals nochmals in Rom, mehr als eine allgemeine Erklärung kam dabei aber nicht heraus. Man sprach sich erneut für eine geordnete Entkolonisierung unter portugiesischer Führung und unter Teilnahme aller Parteien aus. Die Realität, dass Indonesien bereits Teile der Kolonie besetzt hielt, wurde ignoriert. Versuche Portugals, andere Staaten angesichts der Situation in Portugiesisch-Timor um Hilfe zu bitten, waren erfolglos. Als auch noch eine innerpolitische Krise in Portugal ausbrach, war das Land Anfang Dezember ohne eine funktionsfähige Regierung.
Bedrängt durch das indonesische Einsickern in die Grenzgebiete startete die FRETILIN einen weiteren Versuch, internationale Hilfe zu erhalten und rief am 28. November einseitig die Unabhängigkeit der Demokratischen Republik Osttimor aus. Portugal verweigerte die Anerkennung des neuen Staates. Indonesien reagierte mit der Meldung, die Führer der anderen vier osttimoresischen Parteien UDT, APODETI, KOTA und Arbeiterpartei hätten am 30. November 1975 die sogenannte Balibo-Deklaration unterzeichnet. In ihr wurde ebenfalls die Unabhängigkeit von Portugal erklärt sowie der Anschluss des Landes an Indonesien. Die Deklaration war wohl auf Druck der indonesischen Regierung von den osttimoresischen Vertretern unterschrieben worden. Die Unterzeichner waren mehr oder weniger Gefangene Indonesiens.
Am 7. Dezember begannen die Indonesier mit der Operation Seroja. Indonesische Truppen griffen Dili offen an. Die Stadt wurde in den frühen Morgenstunden durch Kriegsschiffe der indonesischen Marine beschossen, dann landeten Fallschirmjäger und Boote an den Stränden. Auf der Werft Dilis kam es zu öffentlichen Hinrichtungen. Mit Hilfe der portugiesischen Korvetten João Roby und Afonso Cerqueira verließ Gouverneur Pires am 8. Dezember mit den letzten Angehörigen der Kolonialverwaltung seinen Zufluchtsort auf Atauro. Am 30. Dezember landeten die Indonesier auch auf Atauro, wo kurz darauf in einer offiziellen Zeremonie das letzte Symbol des Machtanspruchs Portugals über seine Kolonie eingeholt worden war; die letzte portugiesische Flagge über der Kolonie, die Gouverneur Pires zurückgelassen hatte.
Pires kam in einem Bericht im Rückblick zu dem Schluss, dass Portugal es versäumt habe, die Kolonie auf ihre Unabhängigkeit vorzubereiten. Politische Kräfte hätten zur Instabilität geführt und die portugiesischen Streitkräfte es versäumt, den Entkolonisierungsprozess zu schützen.
Am 17. Juli 1976 erklärte Indonesien offiziell die Annexion Osttimors, was aber außer von Australien von keinem anderen Land anerkannt wurde. International galt Osttimor weiterhin als „abhängiges Territorium unter portugiesischer Verwaltung“. Erst nach dem Ende der indonesischen Besatzung und der Übernahme der Kontrolle durch die Vereinten Nationen 1999 endete auch offiziell die portugiesische Oberhoheit. 2002 wurde Osttimor von den Vereinten Nationen in die Unabhängigkeit entlassen.

## Belege

### Hauptbelege
- „Part 3: The History of the Conflict“ (PDF; 1,4 MB) aus dem „Chega!“-Report der CAVR (englisch)
- Frédéric B. Durand: History of Timor-Leste. Chiang Mai 2016, ISBN 978-616-215-124-8.
- José Luís Leiria Pinto: Timor 1973/75 – Recordações de um Marinheiro. Academia de Marinha, Juli 2012, abgerufen am 1. November 2018.